# Zoutepannepolder
De Zoutepannepolder is een polder ten zuidoosten van Sint Anna ter Muiden, behorend tot de Sluisse- en Zwinpolders.
Het poldertje is slechts 7 ha groot en werd ingedijkt in de Middeleeuwen, maar het jaar van indijking is niet bekend. Het is gelegen ten zuiden van de Sint Annastraat en omvat in de westelijke punt een deel van de kom van Sint Anna ter Muiden.